# Mean Girls (2024)
Mean Girls (bra: Meninas Malvadas ou Meninas Malvadas: O Musical; prt: Mean Girls) é um filme musical de comédia teen dirigido Samantha Jayne e Arturo Perez Jr. (em sua estreia na direção) com roteiro de Tina Fey. É baseado no musical de mesmo nome da Broadway, que por sua vez foi baseado no filme de comédia de 2004 de Mark Waters, ambos escritos por Fey e baseados no livro de Rosalind Wiseman de 2002, Queen Bees and Wannabes. É estrelado por Angourie Rice, Reneé Rapp, Auli'i Cravalho, Jaquel Spivey, Avantika, Bebe Wood, Christopher Briney, Jenna Fischer e Busy Philipps, enquanto Fey e Tim Meadows reprisam seus papéis do filme original. Reneé Rapp também reprisou seu papel que fez na Broadway como Regina George, com apenas 19 anos de idade.
Paramount Pictures anunciou o desenvolvimento do filme em janeiro de 2020, com Fey retornando para escrever o roteiro e atuar como produtora ao lado de Lorne Michaels, que produziu o filme de 2004. O compositor Jeff Richmond e o letrista Nell Benjamin voltaram a retrabalhar suas canções do musical de palco, enquanto Richmond também compôs a trilha sonora do filme. O casting do elenco começou em dezembro de 2022. A fotografia principal ocorreu em Nova Jersey entre março e abril de 2023. O filme foi originalmente programado para estrear no serviço de streaming Paramount+, mas em setembro de 2023, a distribuidora optou por lançar o filme nos cinemas primeiro.
Mean Girls estreou na cidade de Nova York em 8 de janeiro de 2024, foi lançado nos cinemas no Brasil e em Portugal em 11 de janeiro de 2024, e nos Estados Unidos pela Paramount Pictures em 12 de janeiro. Arrecadou US$ 104,4 milhões em todo o mundo e recebeu críticas geralmente mistas dos críticos.

## Elenco
- Angourie Rice como Cady Heron; uma adolescente que se transfere para o Colégio North Shore depois de estudar toda a vida em casa. No filme original, Cady foi interpretada por Lindsay Lohan.
- Reneé Rapp como Regina George; uma garota má, rica e popular do Colégio North Shore. Regina é a "abelha-rainha" do Colégio North Shore e líder d'As Poderosas. No filme original, Regina foi interpretada por Rachel McAdams.
- Auli'i Cravalho como Janis 'Imi'ike; melhor amiga de Cady e Damian. No filme original, Janis foi interpretada por Lizzy Caplan.
- Jaquel Spivey como Damian Hubbard; melhor amigo de Janis. No filme original, Damian foi interpretado por Daniel Franzese.
- Avantika como Karen Shetty; uma membro d'As Poderosas. No filme original, Karen foi interpretada por Amanda Seyfried.
- Bebe Wood como Gretchen Wieners; uma membro d'As Poderosas. No filme original, Gretchen foi interpretada por Lacey Chabert.
- Christopher Briney como Aaron Samuels; o ex-namorado de Regina e interesse amoroso de Cady. No filme original, Aaron foi interpretado por Jonathan Bennett.
- Jenna Fischer como Sra. Heron; a mãe de Cady. No filme original, a personagem foi interpretada por Ana Gasteyer.
- Busy Philipps como Sra. George; a mãe de Regina. No filme original, a personagem foi interpretada por Amy Poehler.
- Tina Fey como Sra. Norbury; a professora de matemática do Colégio North Shore. Fey reprisa o seu papel do filme original.
- Tim Meadows como Diretor Duvall; o diretor do Colégio North Shore. Meadows reprisa o seu papel do filme original.

Além disso, Jon Hamm interpreta o treinador Carr, o professor de educação física da escola, enquanto Ashley Park aparece como Madame Park, a professora de francês da escola. Mahi Alam interpreta Kevin Ganatra, o presidente do Mathletes, Connor Ratliff interpreta o Sr. Rapp, o professor de literatura da escola, e Brian Altemus interpreta Shane Oman, um jogador de futebol.
Lindsay Lohan, que interpretou Cady Heron no filme de 2004, faz uma participação especial como moderadora da competição de matemática. Megan Thee Stallion aparece como ela mesma durante as montagens nas redes sociais do filme.

## Recepção
No site agregador de críticas Rotten Tomatoes, 70% das 230 resenhas dos críticos são positivas, com uma classificação média de 6,2/10. O consenso do site diz: "Contanto que você evite compará-lo com o original - e não se importe com musicais - Mean Girls é um relógio divertido com algumas performances fortes." O Metacritic, que usa uma média ponderada, atribuiu ao filme uma pontuação de 58 em 100, baseado em 47 críticos, indicando críticas "mistas ou médias". O público pesquisado pelo CinemaScore deu ao filme uma nota média de "B" (em uma escala de A+ a F), enquanto os entrevistados pelo PostTrak deram uma pontuação geral positiva de 70%.